# Эндреруд, Ханс
Ханс Кристиан Эндреруд (норв. Hans Christian Endrerud; 13 октября 1885, Кристиания — 24 октября 1957, Осло) — норвежский футболист, нападающий. Участник летних Олимпийских игр 1912 года.

## Биография
Ханс Эндреруд родился 13 октября 1885 года в норвежском городе Кристиания (сейчас Осло).
Играл в футбол на позиции нападающего. До 1903 года выступал за «Гране», после чего перебрался в «Меркантиле», соучредителем которого был и в составе которого в 1907 и 1912 годах завоёвывал Кубок Норвегии. 
В 1908—1912 годах провёл 6 матчей за сборную Норвегии, забил 1 мяч. Дебютным для Эндреруда стал товарищеский поединок в Гётеборге против Швеции (3:11), в котором он забил гол.
В 1912 году вошёл в состав сборной Норвегии по футболу на летних Олимпийских играх в Стокгольме, занявшей 8-е место. Играл на позиции нападающего, провёл 2 матча, мячей не забивал.
Умер 24 октября 1957 года в Осло.

## Статистика

### Матчи Эндреруда за сборную Норвегии
| Матчи Эндреруда за сборную Норвегии | Матчи Эндреруда за сборную Норвегии | Матчи Эндреруда за сборную Норвегии | Матчи Эндреруда за сборную Норвегии | Матчи Эндреруда за сборную Норвегии | Матчи Эндреруда за сборную Норвегии |
| ----------------------------------- | ----------------------------------- | ----------------------------------- | ----------------------------------- | ----------------------------------- | ----------------------------------- |
| №                                   | Дата                                | Соперник                            | Счёт                                | Голы Эндреруда                      | Соревнование                        |
| 1                                   | 12 июля 1908                        | Швеция                              | 3:11                                | 1                                   | Товарищеский матч                   |
| 2                                   | 11 сентября 1910                    | Швеция                              | 0:4                                 | —                                   | Товарищеский матч                   |
| 3                                   | 17 сентября 1911                    | Швеция                              | 1:4                                 | —                                   | Товарищеский матч                   |
| 4                                   | 16 июня 1912                        | Швеция                              | 1:2                                 | —                                   | Товарищеский матч                   |
| 5                                   | 30 июня 1912                        | Дания                               | 0:7                                 | —                                   | Олимпийские игры 1912               |
| 6                                   | 1 июля 1912                         | Австрия                             | 0:1                                 | —                                   | Олимпийские игры 1912               |

Итого: 6 матчей / 1 гол; 0 побед, 0 ничьих, 6 поражений.

## Достижения

### Командные

###### «Меркантиле»
- Обладатель Кубка Норвегии (2): 1907, 1912.

## Семья
Старший брат — Антон Эндреруд, норвежский футболист. Выступал за «Меркантиле».